# Bolivianska gaskriget

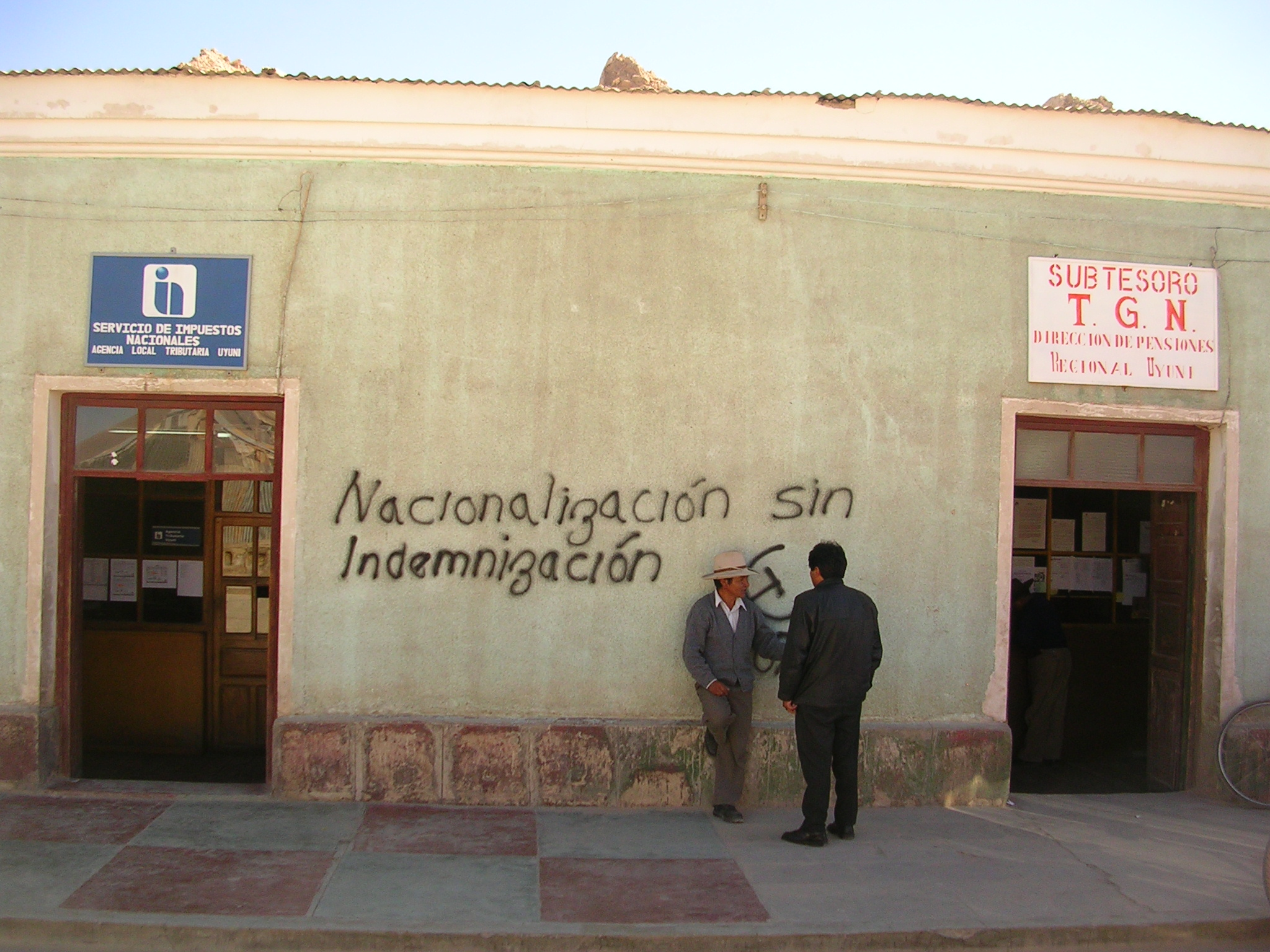
Grafitti på en vägg i Bolivia

Bolivianska gaskriget är en benämning som används i media om Bolivias regerings konflikt med de utlandsägda gasindustrierna i landet. Denna konflikt har orsakat en hätsk stämning i Bolivia mot framför allt Chile, Argentina, Brasilien, men även Spanien och USA.
Bolivias president Evo Morales lovade att det skulle ske en nationalisering av industrierna i landet, en process som påbörjades den 1 maj 2006, med nationaliseringen av gas- och oljeindustrierna.